# 叙萨克
叙萨克（法語：Sussac，法語發音：[sysak]）是法国新阿基坦大区上维埃纳省的一个市镇，属于利摩日区。

## 地理
叙萨克（45°39'50"N, 1°38'50"E）面积25.42 平方千米，位于法国新阿基坦大区上维埃纳省，该省份为法国中西部省份，北起顺时针与安德尔省、克勒兹省、科雷兹省、多爾多涅省、夏朗德省和维埃纳省接壤。
与叙萨克接壤的市镇（或旧市镇、城区）包括：圣安娜-圣普列斯特、拉福雷新堡、布里扬斯河畔拉克鲁瓦西耶、栋村、圣吉勒莱福雷。

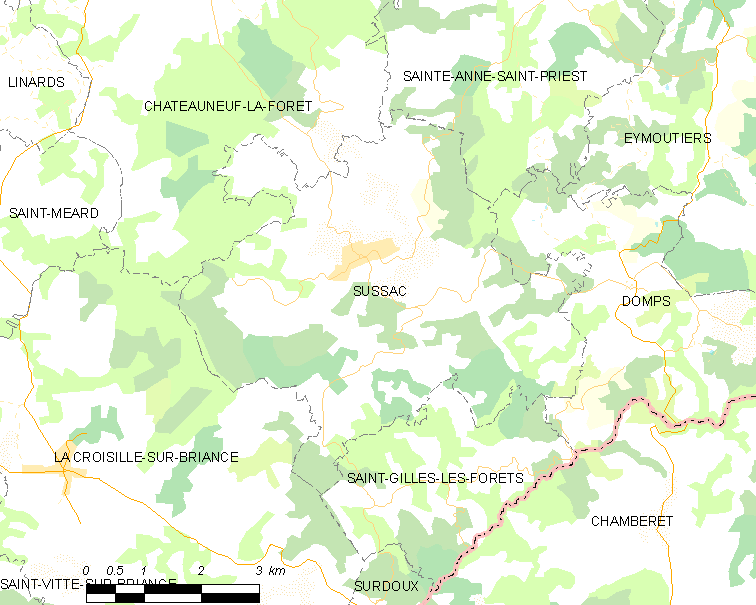
叙萨克的OSM定位图

叙萨克的时区为UTC+01:00、UTC+02:00（夏令时）。

## 行政
叙萨克的邮政编码为87130，INSEE市镇编码为87194。

## 政治
叙萨克所属的省级选区为埃穆捷县。

## 人口

1962-2008年间叙萨克人口变化图示

叙萨克于2022年1月1日时的人口数量为364人。